# زامور

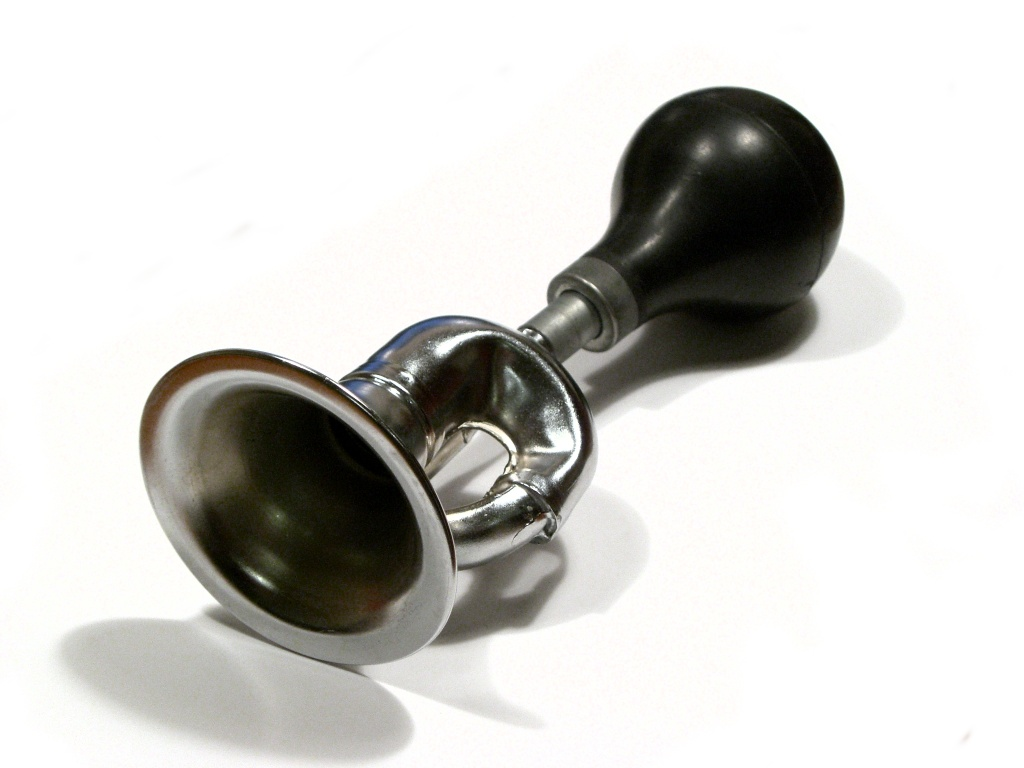

النفير أو الزامور (في الأردن، وهي فصيحة)، ويسمى كلاكسون في تونس، وزمّور في لبنان، و«هون ونان» في اليمن، وآلة تنبيه في مصر أو كلاكس بالعامية، ويسمى البوري في بلاد أخرى، بوق متاح للسائق على مقود السيارة لغرض تنبيه الآخرين على الطريق حال حدوث خطر. وغالبا ما يحكم قانون السير الظروف المتاحة فيها استخدامه. مثلا يمنع القانون الألماني استخدام أصوات مُتتابعة في آلات التنبيه، حيث يُسمح بذلك لهيئات من قبيل الشُرطة والمطافئ فقط.